# Epirrhoe secessa
Epirrhoe secessa är en fjärilsart som beskrevs av Felix Bryk 1948. Epirrhoe secessa ingår i släktet Epirrhoe och familjen mätare. Inga underarter finns listade i Catalogue of Life.